# Halland megye
Halland megye (Hallands län) Svédország egyik megyéje a nyugati partvidéken. Szomszédai: Västra Götaland, Jönköping, Kronoberg, Skåne megyék és a Kattegat.

## Tartomány
Halland tartomány határai ugyanazok, mint Halland megye határai.

## Címer
Halland megye a hasonló nevű tartománytól örökölte címerét. Mikor a korona is rajta van, akkor a Megye Adminisztrációs Bizottságát jelöli.

## Népesség
| Lakosok száma | 324 825 | 329 352 | 333 848 | 336 748 | 340 243 | 342 805 | 343 746 | 344 847 |
|               | 2017    | 2018    | 2019    | 2020    | 2021    | 2022    | 2023    | 2024    |

## Külső hivatkozások
- Halland megye adminisztrációja
- Halland megye Archiválva 2009. június 18-i dátummal a Wayback Machine-ben